# 新実徳英
新実 徳英（にいみ とくひで、1947年8月5日 - ）は、日本の作曲家。桐朋学園大学院大学教授、東京音楽大学客員教授。

## 略歴
愛知県名古屋市に生まれる。愛知県立旭丘高等学校、東京大学工学部卒業後、東京藝術大学卒業および同大学院修了。間宮芳生、矢代秋雄、三善晃、野田暉行に師事。幼稚園から小学生時代まではヴァイオリンを習う。高校時代から合唱に親しみ、名古屋の名門合唱団「東海メールクワイアー」や東大在学中には大中恩の主催する合唱団「コール・Meg」に参加した。東大在学時は、東大闘争の真っただ中であったが、「完全にノンポリ」として闘争からは距離を置いていた。大学が封鎖されたことで、音楽への思いを強めることとなった。
本格的に作曲家を志し芸大へ行き直そうと大中に相談するも、大中からは「俺は教えないよ」と断られ、三浦洋一の紹介で三善晃に師事し、東大卒業後に東京藝大への入学を決める。もっともこの際、三善は半年ほど新実の弟子入りを断っている。その理由として三善は三浦から「こいつ（新実）は家業の跡取りだから適当なことを言って追い返してください」と事前に吹き込まれていたとされ、三善は戸田邦雄や入野義朗らの例を出して独学での作曲を勧めたといい、新実がこの事実を知ったのは作曲家として大成した後のことである。

## 受賞歴
- 1975年、「〈わらべうた〉－女声合唱とピアノのために」で全日本合唱コンクール創作合唱曲公募入選。
- 1977年、「アンラサージュ-混声合唱と管弦楽のために」で第8回ジュネーヴ国際バレエ音楽作曲コンクールにてグランプリ、およびジュネーヴ市賞受賞。
- 1977年、「幼年連禱より「花」」で第4回笹川賞創作曲コンクール合唱部門1位。
- 1982年、「アンラサージュIV－4群の女声（児童）合唱のためのヴォーカリーズ」で第4回文化庁舞台芸術創作奨励賞ならびに特別賞を受賞。
- 1982年、「てん」で第6回日本音楽集団作曲公募第1位。
- 1984年、「失われた時への挽歌－女声合唱とピアノのために－」で文化庁芸術祭優秀賞受賞。
- 1994年、「新実徳英・管弦楽作品集」で第32回レコード・アカデミー賞受賞。
- 2000年、第18回中島健蔵音楽賞受賞。
- 2003年、ソプラノとオーケストラのための「アニマ・ソニート」で別宮賞受賞。
- 2004年、「風神　雷神　新実徳英協奏曲集」で第59回文化庁芸術祭賞レコード部門大賞受賞。
- 2005年、オペラ「白鳥」で佐川吉男音楽賞受賞。
- 2007年、「協奏的交響曲-エラン・ヴィタール」で第55回尾高賞受賞[6]。

## 作風
出世作は「アンラサージュ」であり、「一元的な多層が絡み合う。それで、全体では方向性を持つ」というヘテロフォニー的な語法を確立する。以後の作品は「アンラサージュ」のような抽象的な語法の作品と、「幼年連祷」をはじめとする調性で書かれた作品とに二分される。1980年代には後者の系統の合唱曲を多く発表し、合唱の世界で人気の作曲家となる一方、前者の系統に連なるオーケストラ作品は難航した。
80年代末~90年代に入り、前者の系統は、「宇宙」や「生命」をテーマにした独自の世界観を表現したオーケストラ作品に取り組み始める。後者の系統は「白いうた 青いうた」の連作へと発展していく。この二極分化について後に新実は「とにかく両極端をやる、と。これが楽しかった」「もっとシリアスにこれまで試みたことのない語法で書くことと、この「白いうた青いうた」と、どっちかだけをやればいいと思うようになりました。いわゆる普通の合唱曲に関心がなくなってしまいましたね」としている。
『弦楽四重奏曲』以降は、旋法的な色彩の強い音楽である。

## 代表作

### 歌劇
- 白鳥（しろとり） (2004)
2005の愛知万博（愛・地球博）を記念した上演のために愛知県文化振興事業団が委嘱。公演は第4回佐川吉男音楽賞音楽賞を受賞。

### 管弦楽作品
- アンラサージュI - 混声合唱を伴う。
- 交響曲第2番 - 混声合唱を伴う。
- ヘテロリズミクス - 同名の打楽器作品が存在。
- 生命連鎖
- 創造神の眼
- 宇宙樹
- 焔の螺旋
- 風神・雷神 - 同名の室内楽曲が存在。
- ヴァイオリン協奏曲「カントゥス ヴィターリス」
- 協奏的交響曲「エラン・ヴィタール」(2006)
- シャコンヌ Ｓ（第59回全日本吹奏楽コンクール課題曲）
全日本吹奏楽連盟からの委嘱によって作曲。

### 室内楽・器楽作品
- 横豎（おうじゅ） - 独奏チェロのための。同名の管弦楽曲がある。
- 風音（かざね） - クラリネット・ヴァイオリン・チェロ。
- 青の島（おうのしま） - 2面の二十絃箏のための。
- 弦楽四重奏曲
- 風のプレリュード - ピアノ曲集

### 混声合唱作品
- 混声合唱組曲「幼年連祷」 (1980 / 吉原幸子)
- 川崎洋の詩による五つの混声合唱曲「やさしい魚」 (1982 / 川崎洋)
- 混声合唱組曲「光の幻想」(1982 / まえだ純)
- 無伴奏混声合唱のための「マドリガル II」(1984)
- 混声合唱とピアノのための「花に寄せて」 (1985 / 星野富弘)
- 混声合唱とピアノによる音画集「海の記憶」(1985 / 川崎洋)
- 混声合唱とピアノ連弾のために「常世から」 (1989)
- 無伴奏混声合唱のための「風の雅歌」(1993 / 大弐三位、源重之)
- 混声合唱曲集「空に、樹に…」（生きる、聞こえる収録）(1995)
- 混声合唱とピアノのための「魂の舟 ─葬送の音楽─」(1995)
- 無伴奏混声合唱のための「北極星の子守歌」(1996 / 谷川雁)
- 混声合唱曲集「ぶどう摘み」(1996 / 谷川雁)
- 混声合唱とピアノのための「三つの優しき歌」(1998 / 立原道造)
- 混声合唱組曲「滄海ようたって　－人間魚雷回天－」 (1998 / 車木蓉子)
- 混声合唱のためのグーラ ―青い鳩の宴―(2000)
- 混声合唱とピアノのための「音楽のとき ～ 六つのワルツ」(2000 / 川崎洋)
- Voces Terrarum(2001)
- 混声合唱とピアノのための「やわらかいいのち/スカラカポン」(2001)
- 無伴奏混声合唱曲「骨のうたう」 (2002 / 竹内浩三)
- 無伴奏混声合唱のための「無量寿如来」(2002)
- 混声合唱と児童合唱のための「戦争で死んだ兵士のこと　～これは戦争の話ではありません～」(2007)
- 合唱協奏曲-ビオス bios- (2007)
- 混声合唱曲集「三つの愛の歌」(2008)
- 混声合唱とピアノのための「なぎさ道」(2008 / 谷川雁)
- 無伴奏混声合唱のための「死者の贈り物」(2007 / 長田弘)
- 無伴奏混声合唱のための愛唱曲集「金子みすゞの八つのうた」(2009 / 金子みすゞ)
- 混声合唱組曲「火垂るの墓」(2010)
- 混声合唱とピアノのための「宇宙になる　三つの愛のかたち」(2010)
- 混声合唱とピアノのための「つぶてソング　第１集」(2011 / 和合亮一)
- 混声合唱とピアノのための「つぶてソング　第２集」(2011 / 和合亮一)
- 混声合唱とピアノのための「決意」(2012 / 和合亮一)
- 混声合唱とピアノのための「七つの生きるうた」(渕上毛錢)
- 混声合唱とピアノのための「海を想う」(川崎洋)
- 混声合唱とピアノのための「空、海、大地と木のうた」(工藤直子)
- 混声合唱とピアノのための「死者の贈り物 II」(長田弘)
- 混声合唱のための「いのちの讃歌」
- 混声合唱とピアノのための「祈りの虹」(峠三吉、金子光晴、津田定雄)
- 混声合唱組曲「青春のネガティブ」(片岡輝)

### 女声合唱と児童合唱作品
- 女声合唱組曲「ことばあそびうたI」 (1976 / 谷川俊太郎)
- 女声合唱組曲「幼年連祷」 (1980 / 吉原幸子)
- 「ぼく」～3群の児童合唱、打楽器、コントラバス、ピアノによる(1981 / 谷川俊太郎)
- 女声合唱とピアノのために「失われた時への挽歌」 (1984 / 吉原幸子)
- 川崎洋の詩による五つの女声合唱曲「やさしい魚」(1985 / 川崎洋)
- 「をとこ・をんな」女声合唱、三絃、コントラバスのために (1988)
- 女声合唱とピアノのための「花に寄せて」(1988 / 星野富弘)
- 女声合唱とピアノのための「西風のうた」(1990)
- 無伴奏女声合唱のための「魂の樹」 (1995)
- 女声合唱と十七絃箏のための「魂の風」(1996)
- 無伴奏女声合唱のための「風の囁き」(1996)
- 無伴奏女声合唱のための「光の樹」 (1997)
- 女声合唱とピアノのための「やわらかいいのち/スカラカポン」(1999 / 谷川俊太郎)
- 女声(同声)合唱とピアノのための「ぼくは雲雀」(2000 / 谷川雁)
- 女声合唱とピアノのための「はたおりむし」(2000 / 谷川雁)
- 女声合唱とピアノのための 「よかし・よかうた」(2001)
- 第69回NHK全国学校音楽コンクール 小学校の部課題曲「おさんぽぽいぽい」(2002)
- 女声合唱とピアノのための「火の山の子守歌」(2003 / 谷川雁)
- 女声合唱とピアノのための「南海譜」(2004 / 谷川雁)
- 「舞歌II～児童合唱と邦楽アンサンブルのために」(2005)
- 女声合唱とピアノのための「サランヘヨ」(2005 / 黛まどか)
- 第74回NHK全国学校音楽コンクール 小学校の部課題曲「手をのばす」(2007)
- 無伴奏女声合唱のための「二つのギリシャ抒情」(2008)
- 女声合唱とピアノのための「六つの小唄」(2008 / 鍋島幹夫)
- 女声合唱とピアノのための「つぶてソング　第１集」(2011 / 和合亮一)
- 女声合唱とピアノのための「つぶてソング　第２集」(2011 / 和合亮一)
- 女声合唱とピアノのための「遊びをせんとや生まれけむ」(2012 / 梁塵秘抄)
- 女声合唱とピアノのための「ふと口ずさむ」(2012 / 和合亮一)
- 少年少女のための合唱組曲「森のいのち」
- 4群32声の女声合唱のためのヴォーカリーズ アンサラージュ IV
- 女声合唱とピアノのための「形見」～万葉の愛のかたち五篇
- 女声合唱とピアノのための二章「無声慟哭」
- 女声（児童）合唱とピアノのための「七つのあそびうた」
- 合奏と合唱のためのインヴェンション「うたあそび・おとあそび」
- 女声合唱とピアノのための「五つのシャンソン」
- 女声合唱とピアノのための「五つのポップソング」
- 女声合唱とピアノのための「五つのジャズソング」
- 無伴奏女声合唱のための「愛と慈しみと」
- 子どもたちに贈る「百歳のうた」同声合唱とピアノのために
- 少年少女(女声)合唱のための「ふしぎなせかい」
- 女声(児童)合唱のための「半分かけたお月さま」
- 女声合唱曲集「空に、樹に…」（生きる、聞こえる収録）

### 男声合唱とその他の声楽作品
- 男声合唱とピアノのための「ことばあそびうたII」 (1977 / 谷川俊太郎)
- 男声合唱とピアノのための「祈り」(1982 / 中原中也)
- 川崎洋の詩による五つの男声合唱曲「やさしい魚」(1983 / 川崎洋)
- 男声合唱とピアノのための「祈りの虹」 (1984)
- 男声合唱のための幻想曲「“The Bells”－鐘の音を聴け－」(1984)
- 男声合唱曲集「空に、樹に…」（生きる、聞こえる収録）
- 男声合唱曲集「壁きえた」(1996)
- 無伴奏男声合唱のための「あしたうまれる」(1998)
- 男声合唱とピアノのための「われもこう」(2000)
- 無伴奏男声合唱曲「日本が見えない」 (2002 / 竹内浩三)
- 男声合唱とピアノのための「舞歌 III -縄文幻想-」(2006 / 宮澤賢治)
- 男声合唱とピアノのための「なによりもまず」(木島始)
- 男声合唱とピアノのための「三つのよじれ歌」(2009 / 木島始)
- 男声合唱とピアノのための「つぶてソング　第１集」(2011 / 和合亮一)
- 男声合唱とピアノのための「つぶてソング　第２集」(2011 / 和合亮一)
- 男声合唱とピアノのための「決意」(和合亮一)
- 男声合唱とピアノのための「花に寄せて」
- 白いうた 青いうた(1989-95)
- 「いつまでもいつまでも」(混声・女声・男声）愛知県合唱連盟が50周年の時に委嘱(2011)
- つぶてソング (2011)
- 詩人和合亮一が東日本大震災以降ツイッター上で発表した詩群による独唱曲集。作曲者自身による混声・女声・男声合唱編曲も作られた。